# Carmageddon II
Carmageddon II är ett bilspel till Windows och Playstation utvecklat av SCI och uppföljare till Carmageddon och kom under 1998. Spelets handling går ut på att försöka förstöra andra bilar, köra på fotgängare och rent allmänt uppvisa ett direkt destruktivt beteende. Spelet har sedan portats till Nintendo 64, Game Boy Color och Macintosh.